# Stenotothorax pyriformis
Stenotothorax pyriformis är en skalbaggsart som beskrevs av Brown 1929. Stenotothorax pyriformis ingår i släktet Stenotothorax och familjen Aphodiidae. Inga underarter finns listade i Catalogue of Life.